# Bombyx de la molène
Neoharpyia verbasci
Pour les articles homonymes, voir Molène.
Espèce
Le Bombyx de la molène (Neoharpyia verbasci) est une espèce d'insectes lépidoptères (papillons) de la famille des Notodontidae.
- Répartition : sud de la France, Espagne et Portugal.
- Envergure du mâle : 15 à 17 mm
- Période de vol : de mai à août.
- Habitat : garrigues calcaires.
- Plantes-hôtes : Salix, surtout Salix purpurea ou osier rouge.

## Source
- P.C. Rougeot, P. Viette, Guide des papillons nocturnes d'Europe et d'Afrique du Nord, Delachaux et Niestlé, Lausanne 1978.